# Silas Stingy
Pistes de The Who Sell Out
Relax Sunrise
Silas Stingy est une chanson du groupe britannique The Who, parue sur l'album The Who Sell Out en 1967 à la onzième piste. 

## Caractéristiques
L'enregistrement a eu lieu aux Kingsway Studios de Londres en octobre 1967. Il a été peu joué en concert (si ce n'est durant l'été 1968). 
Silas Stingy est caractérisé par l'utilisation d'un orgue, joué par Pete Townshend, mais aussi d'une partie au cor d'harmonie de John Entwistle. Le travail sur les voix (superpositions, ...) est typique du travail des Who de la fin des années 1960. La chanson ressemble un peu à une comptine.
Stingy, vit, malgré son extrême avarice, dans la misère. Il ne s'achète pas à manger, préférant mourir de faim plutôt que d'y dépenser un sou, ne se lave pas, rebuté par le prix du savon, et n'a qu'une seule peur: qu'on lui vole son argent. Pour se rassurer, il achète donc une maison, un chien de garde et un coffre-fort pour mettre sa fortune en lieu sûr. Malheureusement, au moment de faire les comptes après ces achats onéreux, il se rend compte qu'il ne lui reste plus d'économies à protéger... 

John Entwistle, bassiste et auteur de la chanson, explique:
« Le reste du groupe me taquinait parce que j'étais le premier à avoir acheté une maison, et j'ai trouvé ça très dur parce que nous avions des dépenses ridicules et nous n'avions pas tellement d'argent, j'ai donc économisé chaque penny pour mettre un dépôt sur une maison et acheter des meubles... Alors Silas Stingy achetant une maison, un chien de garde et un coffre-fort, c'est exactement ce qui m'est arrivé. »
Outre cette expérience personnelle, Silas Stingy est basée sur un roman de l'écrivaine anglaise George Eliot, intitulé Silas Marner (1861).